# Onimusha 2: Samurai's Destiny
Onimusha 2: Samurai's Destiny, lanzado en Japón como Onimusha 2 (鬼武者2 Onimusha Tsū), es un juego de acción y aventura desarrollado y lanzado por Capcom para PlayStation 2. Es la segunda entrega de la serie de videojuegos Onimusha lanzada en mayo de 2002. Ambientada en el Japón medieval, la trama gira en torno a un nuevo protagonista, Jubei Yagyu, quien está en una búsqueda de venganza mientras lucha contra un ejército de demonios liderado por Nobunaga Oda, un siniestro señor de la guerra que eliminó al clan Yagyu. En su búsqueda, Jubei se entera de su herencia oni que le otorga poderes para matar a los demonios y se encuentra con nuevos aliados que también desean derrotar a Nobunaga.
El juego conserva los elementos de acción de su predecesor, como el uso de múltiples armas especiales que se pueden mejorar derrotando a los enemigos. Además del personaje principal, el juego cuenta con cuatro sub-personajes jugables, cada uno de los cuales comparte una parte en la historia. Las acciones del jugador determinan qué personajes decidirán ayudar a Jubei en su búsqueda. Estos personajes fueron agregados por el personal de Capcom para dar una mayor profundidad al juego y expandir la sensación de aventura del juego.
Las publicaciones para videojuegos generalmente elogiaron a Onimusha 2 por mantener los elementos de acción de su predecesor y agregar nuevos elementos de juego. El juego también vendió un total de 1.9 millones de unidades a partir de 2008.

## Argumento
Desde la muerte de Fortinbras, Nobunaga Oda ha tomado el mando del Genma mientras continúa su campaña para unir a Japón mientras elimina cualquier amenaza a su poder. Entre los pueblos a los que apuntó está el pueblo Yagyu. El único sobreviviente del clan, Jubei Yagyu, quien estaba ausente en el momento del ataque Genma, encuentra la aldea destruida y va a buscar al culpable. Se encuentra con un oni femenino llamado Takajo (高 女) que explica las acciones de Nobunaga. Revelando a sí misma como la madre de Jubei, Takajo desata los poderes Oni de Jubei y le dice que busque cinco orbes que fueron creados para proteger a los humanos de los demonios. Jubei luego se embarca en una búsqueda para encontrar las esferas para derrotar a Nobunaga.
A lo largo de su viaje, Jubei se encuentra con varios guerreros que se convierten en sus aliados, entre ellos Ankokuji Ekei, un maestro luchador en el estilo Houzouin que desea convertirse en un señor feudal; Fūma Kotarō, un ninja que desconfía de las mujeres después de que su madre lo abandonó; Magoichi Saiga, el líder de la tropa de armas "Saiga Shu" en la provincia de Kii; y Oyu de Odani, una guerrera que secretamente es la hermana de Nobunaga, Oichi, y desea detener a su hermano.
Jubei también se encuentra con varios Gemna que sirven a Nobunaga, incluido el arrogante pero noble espadachín Gogandantess; Ginghamphatts, un genma gigante, semi-arácnido; y Jujudormah, un genma femenino que mata a Takajo y está obsesionado con Nobunaga. Con la ayuda de sus amigos, Jubei derrota a sus enemigos, incluidas las fuerzas que iban a atacar el Castillo Odani. Él va a la base de Nobunaga en el castillo de Gifu después de robarle un barco al sirviente de Nobunaga, Toyotomi Hideyoshi. Habiendo obtenido ya todos los Cinco Orbes, Jubei se despide de sus compañeros mientras decide enfrentarse solo a Nobunaga. Durante su batalla final con Nobunaga, Jubei desata el poder de los Cinco Orbes para mejorar sus poderes oni, y derrota a Nobunaga. Sin embargo, al no poder ser destruido, el espíritu incorpóreo de Nobunaga jura regresar y Jubei escapa del castillo derrumbado.

## Jugabilidad
Samurai's Destiny presenta un esquema de control que se encuentra en muchos juegos de terror de supervivencia publicados por Capcom, especialmente Resident Evil. Otras similitudes incluyen el juego abierto, el uso de hierbas y medicamentos para restaurar la salud y la inclusión de rompecabezas que deben resolverse para poder progresar. Demonios hostiles conocidos como Genma habitan en la mayoría de las áreas, y atacarán y perseguirán a Jubei. Jubei recolecta una variedad de armas de corto y largo alcance a lo largo del juego, incluyendo un arco y un rifle matchlock. Jubei es capaz de usar la magia empuñando armas basadas en elementos. Al manejar estas armas, Jubei puede realizar un ataque elemental más fuerte en cualquier momento.
Para desalentar la combinación de botones, el jugador es recompensado por realizar golpes "Issen" en Genma. Issen ocurre cuando el jugador inicia un ataque en el momento en que un enemigo está a punto de lanzarse hacia adelante. Si el movimiento tuvo éxito, aparecerá un destello brillante, y el enemigo objetivo morirá instantáneamente. Si un grupo de Genma rodea a Jubei, podrá encadenar varios golpes de Issen, cortando todo el grupo.
Poco después del juego, Jubei gana la habilidad de absorber las almas de Genma derrotado. Jubei puede atraer cualquier orbe en las cercanías y atraerlos a su mano, siempre que esté lo suficientemente cerca. Demonios Las almas se diferencian por el color del orbe: el tipo más común, los orbes rojos, actúan como puntos de experiencia que se pueden gastar para mejorar las armas y armaduras de Jubei. Las orbes amarillas restaurarán la salud de un personaje. Las orbes azules recargan la habilidad mágica. La variedad más rara es que el orbe púrpura enciende temporalmente a Jubei para convertirlo en un "Onimusha", aumentando su daño de ataque y convirtiéndose en invencible.
Samurai´s Destiny presenta una ciudad minera de oro llamada Imasho, que está libre de encuentros con enemigos. Onimusha 2 introduce varios elementos de rol en la serie. En las áreas que rodean a Imasho, Genma derrotado a menudo deja atrás pilas de oro que se pueden gastar en regalos para otros personajes (Ekei, Magoichi, Kotaro y Oyu). Las reacciones a un presente dependerán del temperamento de esa persona; regalarle a Oyu un ramo de flores la hará feliz, mientras que dárselo a un receptor masculino simplemente lo irritará. La entrega de regalos de Jubei determinará qué guerrero lo ayudará a medida que avance el juego y, a su vez, influirá en la historia. En algunos casos, si el jugador no logra ganar un personaje, esa persona optará por rechazar o traicionar a Jubei más adelante.
En ciertos puntos de la historia, el control puede pasarse a otro personaje por un período corto. Estas búsquedas secundarias a menudo comienzan cuando Jubei se encuentra emboscado, atrapado o incapacitado, lo que requiere que uno de sus aliados lo ayude. Durante estos eventos, el sub-personaje puede equipar un brazalete que los impregna con el mismo poder de absorción de alma que Jubei ejerce.

## Desarrollo
La primera secuela de Onimusha: Warlords fue confirmada por Capcom en abril de 2001 cuando se lanzó en Estados Unidos. Este rápido anuncio se realizó porque Onmiusha 2 se desarrolló junto con Warlords. La historia y los personajes del juego fueron revelados en junio de ese mismo año. El héroe Jubei Yagyu se inspiró en el fallecido actor japonés Yūsaku Matsuda. Si bien el juego es gráficamente similar a su precuela, los fondos recibieron más animaciones. Una de estas escenas, que incluye la lluvia torrencial, se realizó como un homenaje a la película favorita del personal, Seven Samurai.
Onimusha 2: Samurai's Destiny fue creado por un equipo diferente del que creó el primer juego. El equipo implementó un mayor enfoque en la aventura que en la acción para este juego para dar más profundidad. Al igual que el Onimusha original, este juego también fue planeado originalmente para ser lanzado para la PlayStation, pero el lanzamiento de la PlayStation 2 hizo que el equipo lo cambiara a la nueva consola. El productor Keiji Inafune vio este juego como una manera de incluir muchas cosas que quería en el primer juego, pero al final no pudo.
La música en el juego fue compuesta por Hideki Okugawa. El músico japonés Tomoyasu Hotei contribuyó al juego con el tema "Ruleta rusa", que se utiliza como el tema de introducción alternativo del juego.

## Lanzamiento
Onimusha 2 se lanzó originalmente en Japón el 7 de marzo de 2002, seguido de los lanzamientos en Norteamérica el 27 de agosto y Europa el 4 de octubre. El juego también se relanzó con Warlords y Demon Siege en la compilación de 2008 Onimusha Essentials for North America.
El mismo día que se lanzó el juego en Japón, Capcom también publicó un DVD para fanáticos que contiene una guía y películas con el personal de desarrollo. Capcom lanzó una banda sonora original de 44 pistas en CD el 20 de marzo de 2002, mientras que ADV Films la publicó en Norteamérica el 3 de junio. La banda sonora Onimusha 2 Orchestra Album ~ Taro Iwashiro Selection también se lanzó en 2003

## Recepccion
Onimusha 2 fue un éxito comercial en Japón. En abril de 2002, Capcom anunció que había enviado más de un millón de copias en Japón con ventas más rápidas que su predecesor. Durante ese año, también fue el tercer juego más vendido en el país. A partir de mayo de 2008, ha vendido más de 1.9 millones de copias en todo el mundo. El vicepresidente de Planificación Estratégica y Desarrollo de Negocios de Capcom, Christian Svensson, se refirió a Onimusha 2 y su predecesor como uno de sus títulos más exitosos. Sin embargo, el personal señaló que tenía bajas ventas en Europa. Como resultado, intentaron atraer a los fanáticos europeos agregando más tonos occidentales a su próximo trabajo, Onimusha 3: Demon Siege.
Antes de su lanzamiento, IGN lo otorgó como el "Mejor juego de aventuras" de E3 2002 para PlayStation 2. Onimusha 2 recibió elogios por su juego y presentación. En el lanzamiento, la revista Famitsu anotó el juego con un 36 de 40. Ha sido elogiado por retener los elementos de acción de su predecesor y agregar valor de repetición. Sin embargo, el uso de la dpad en lugar del análogo izquierdo del joystick para controlar Jubei ha sido objeto de críticas, ya que los jugadores tendrían dificultades para acostumbrarse. Mientras que Jeremy Jastrab de PALGN elogió el nuevo sistema de regalos por motivar al jugador a explorar más, Chandronait de GameSpy se sintió decepcionado por las relaciones de los personajes que se vieron afectadas por los regalos en lugar de las decisiones. Sin embargo, también ha sido criticado por su cámara, que a veces dificulta el combate. Aunque Jeremy Dunhan de IGN reconoció este problema, notó que hubo varias mejoras con respecto al juego original. Dunhan lo resumió como "Más grande, más sangriento y más profundo que su predecesor, Onimusha 2: Samurai's Destiny es, en muchos niveles, la secuela perfecta". Los revisores también reconocieron que el juego tenía una corta duración a pesar de los nuevos elementos de juego, pero aun así encontraron el valor de repetición para favorecerlo.
En cuanto a la presentación, la respuesta ha sido mixta. Los gráficos han sido bien recibidos por sus atractivas escenas CGI y modelos de personajes. A pesar de que la trama era muy similar a Warlords, Greg Kasavin de GameSpot elogió la presentación del juego por el balance de la acción y las escenas de corte. Sin embargo, criticó la falta de su audio japonés original, lo que dejó a los jugadores a escuchar una copia en inglés que se consideró "mediocre". De acuerdo con Kasavin, Chandronait descubrió que la trama también se vio afectada por una mala localización de scripts. Mientras Chandronait encontraba el carácter de Oyu y su relación con Jubei estereotipadas, ella encontraba a los otros personajes más agradables. Jeremy Dunhan de IGN vio a Jubei como un personaje más interesante que Samanosuke Akechi de Warlords, basado en su personalidad y acciones.
IGN más tarde lo clasificó como el 45 mejor juego de PlayStation 2. GameSpot también figura como nominado en la categoría "Mejor juego de acción y aventura" en 2002. GamesRadar incluyó a Onimusha 2 como uno de los títulos que quieren que se vuelvan a publicar en una colección de alta definición. En los Japan Game Awards de 2001 y 2002, Onimusha 2 recibió el "Premio a la Excelencia".
- Datos: Q1132810